# Katholieke Kerk in Tunesië

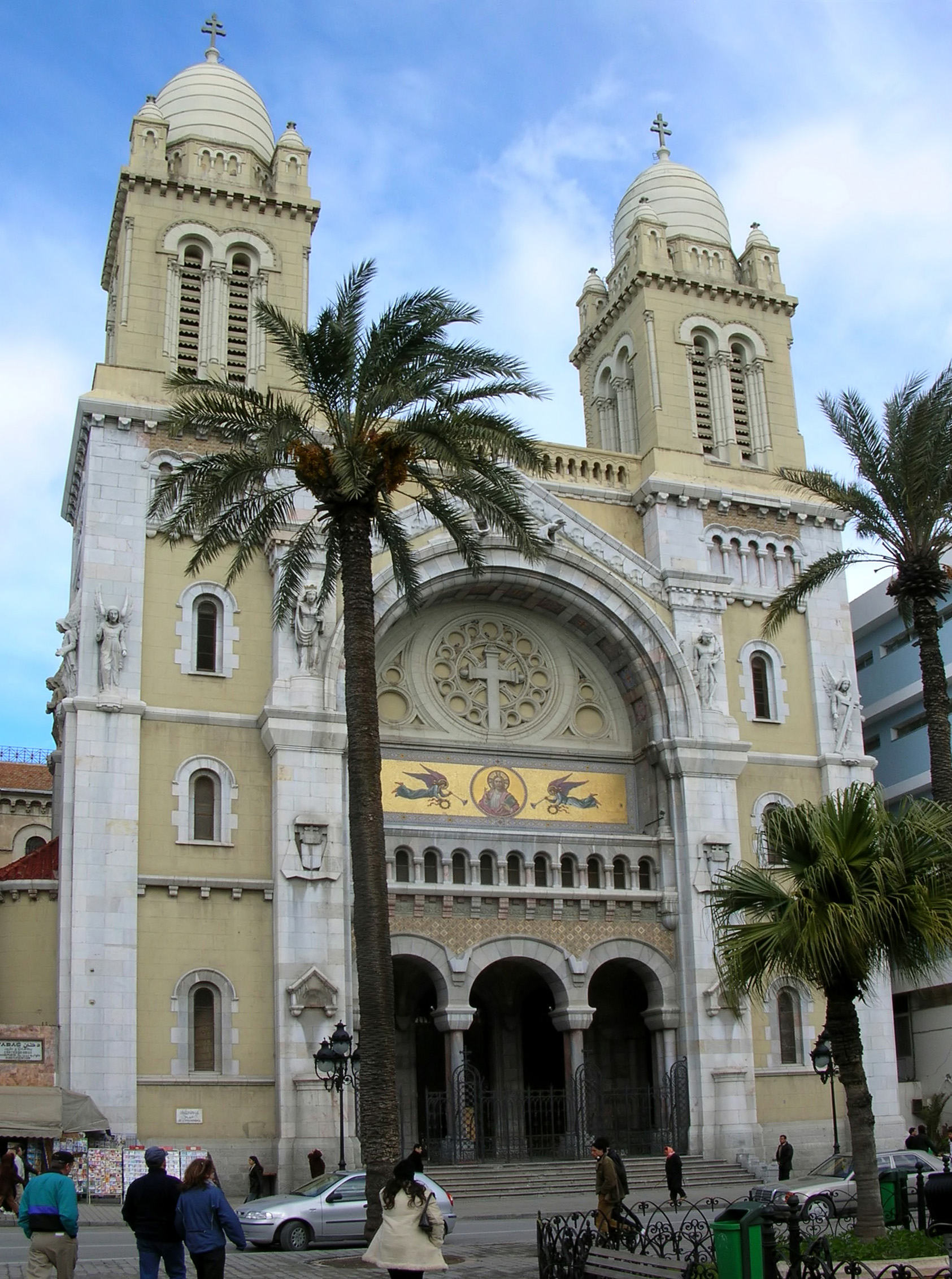
De Kathedraal van Sint-Vincent-de-Paul in Tunis

De Katholieke Kerk in Tunesië maakt deel uit van de wereldwijde Katholieke Kerk, onder het leiderschap van de paus en de Curie.
Er zijn in Tunesië thans circa 20.000 katholieken (0,2 % van de bevolking). Tunesië kent slechts een beperkte vorm van godsdienstvrijheid. Zo kan volgens de grondwet enkel een moslim president worden, mogen christenen er hun geloof niet uitdragen en mogen er geen processies uitgaan.

## Oudheid tot de 14e eeuw
Het christendom kent een lange geschiedenis in Tunesië. Het noorden van Afrika werd in de tweede eeuw gekerstend. Cyprianus was bisschop in Carthago in de derde eeuw en Augustinus studeerde er en gaf er les in de vierde eeuw. In Carthago werkten ook de schrijver Tertullianus, de latere pausen Victor, Miltiades en Gelasius en de martelaarsters Perpetua en Felicitas († 203). De christelijke gemeenschappen, die in de 12e eeuw nog belangrijk waren, verdwenen op het einde van de 14e eeuw door de islamisering die er was begonnen na de verovering van het gebied door de Arabieren in de tweede helft van de 7e eeuw. De joodse gemeenschappen overleefden er wel, maar ook hun aantal slonk dramatisch op het einde van de 20e eeuw.

## 17e eeuw tot heden
Vanaf de 17e eeuw werd het christendom in Noord-Afrika vooral verkondigd door de lazaristen. Nadat Tunesië in 1881 een Frans protectoraat was geworden, werd er in 1884 opnieuw een aartsbisdom opgericht (aartsbisdom Carthago). Na de onafhankelijkheid in 1956 werd het in 1964 onder druk van de Tunesische regering opgeheven en omgezet in de prelatuur (nullius) Tunis. De meeste kerkgebouwen werden toen ook genationaliseerd. De kathedraal van Saint-Louis in Carthago werd aan de eredienst onttrokken en is sindsdien niet meer in gebruik als heiligdom. Op 31 mei 1995 werd de prelatuur terug verheven tot bisdom. Het bisdom werd op 22 mei 2010 verheven tot aartsbisdom. Sinds 2013 staat aartsbisschop Ilario Antoniazzi aan het hoofd van het aartsbisdom. De Kerk in Tunesië heeft 12 kerken. Er zijn 9 katholieke scholen en 2 katholieke klinieken.
Het apostolisch nuntiusschap voor Tunesië is sinds 15 maart 2025 vacant.
Op 14 april 1996 bracht paus Johannes Paulus II een kort pastoraal bezoek aan Tunis. Hij ontmoette er de president Ben Ali, de christelijke gemeenschap en de bisschoppen van Noord-Afrika. Hij vierde de mis in de kathedraal en leidde een gebedsdienst in de arena van Carthago, op de plaats waar Perpetua en Felicitas in 203 de marteldood stierven.

## Bisschoppen en aartsbisschoppen van Tunis

### Aartsbisschoppen van Carthago

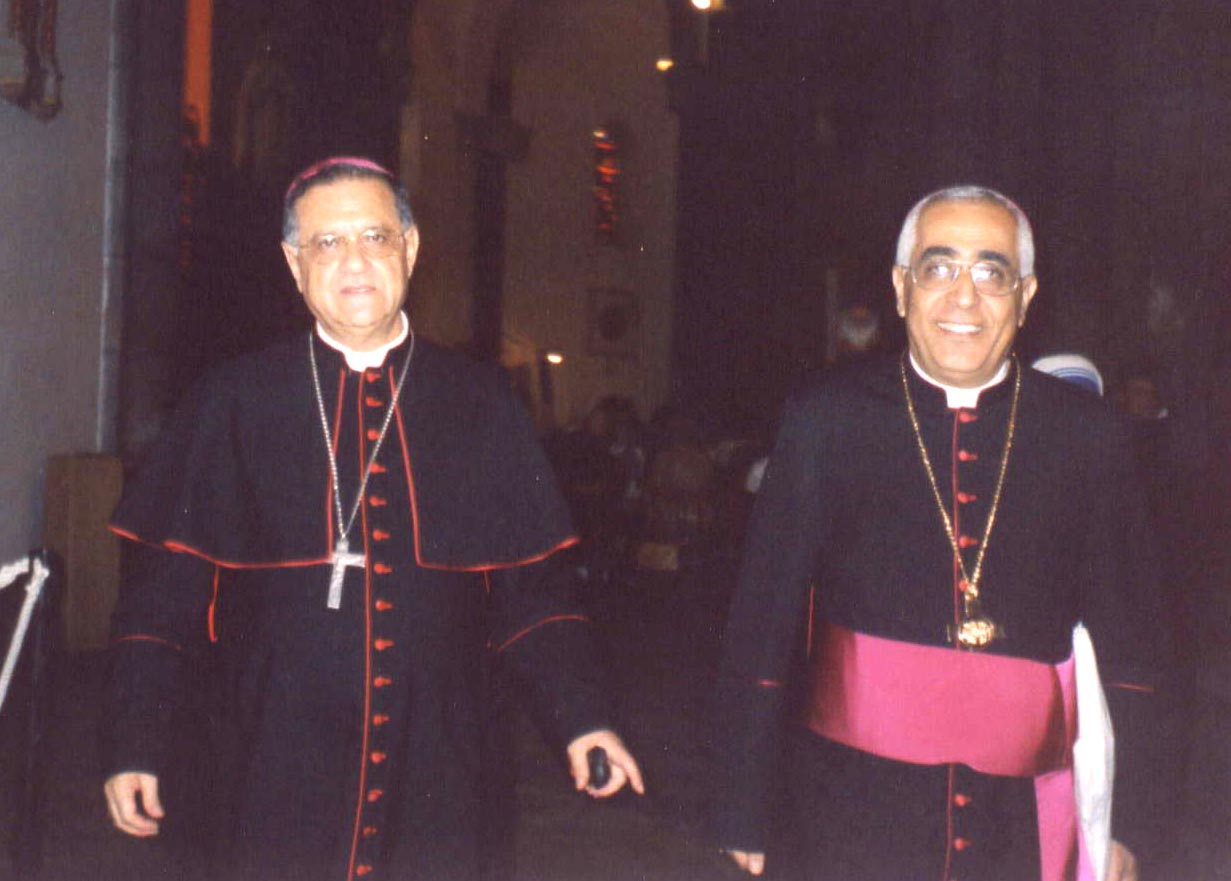
Fouad Twal en Maroun Lahham

- 1884-1892 : Charles Martial Lavigerie (1825-1892)
- 1893-1922 : Barthélemy Clément Combes (1839-1922)
- 1922-1939 : Alexis Lemaître (1864-1939)
- 1939-1953 : Charles Albert Gounot (1884-1953)
- 1953-1964 : Paul Maurice Perrin (1904-1994)

### Prelaten van Tunis
- 1964-1965 : Paul Maurice Perrin
- 1965-1990 : Michel Callens (1918-1990)
- 1990-1992 : Paul Geers (diocesaan administrator)
- 1992-1995 : Fouad Twal (1940- )

### Bisschoppen van Tunis
- 1995-2005 : Fouad Twal (1940- )
- 2005-2010 : Maroun Lahham (1948- )

### Aartsbisschoppen van Tunis
- 2010-2012 : Maroun Lahham (1948- )
- 2013-heden: Ilario Antoniazzi (1948-  )